# Friedrich Adolph Lampe
Friedrich Adolph Lampe, född den 18 eller 19 februari 1683 i Detmold, död den 8 december 1729 i Bremen, var en tysk teolog, predikant och psalmförfattare. Han var den förste pietistiskt kristna ledaren från reformert bakgrund.
Lampe blev predikant i Bremen 1709, professor i Utrecht 1720 och ånyo predikant i Bremen 1727. Han förenade i sin person federalteologins åskådning med en praktisk pietism i Voetius anda.